# رماية الحمامة الصلصالية

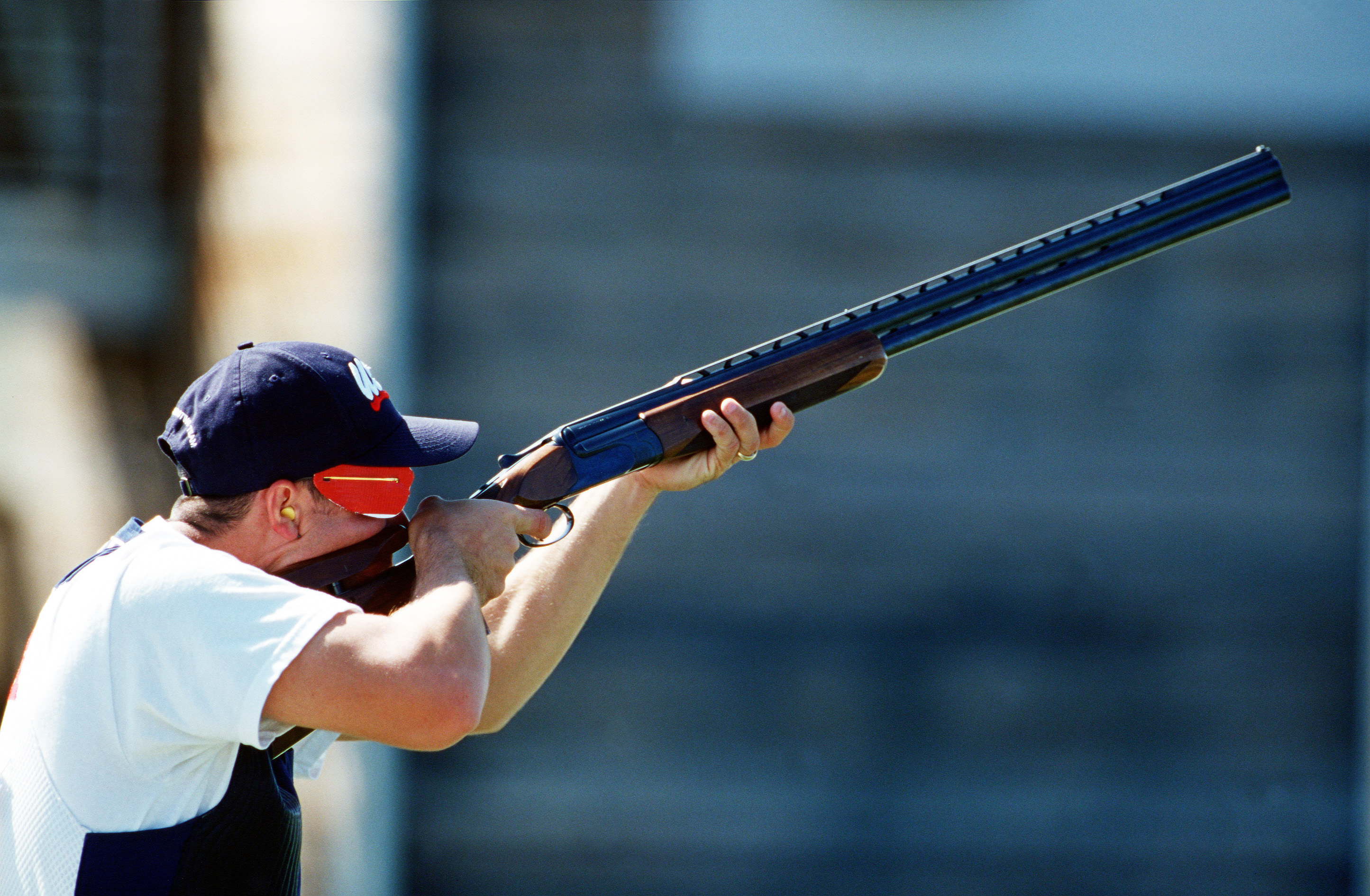
رماية الحمام الصلصالية على المستوى الاحترافي - دورة الألعاب الأولمبية الصيفية 2000

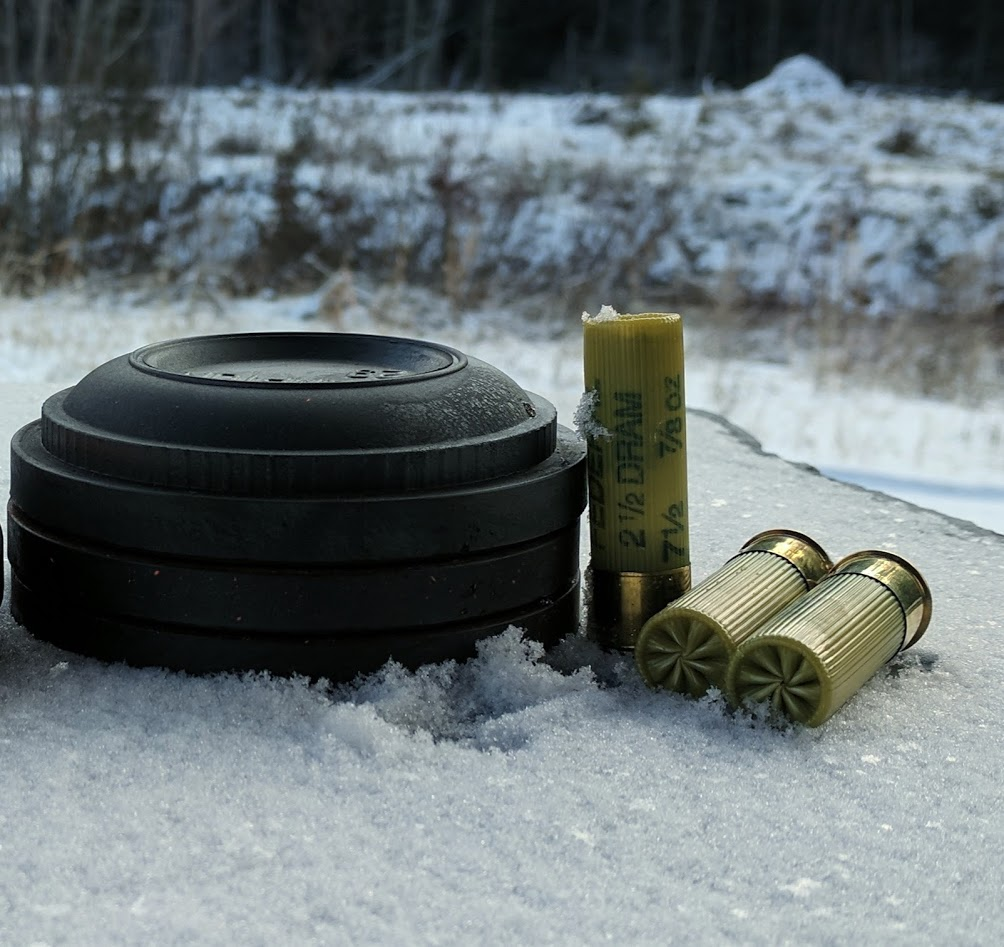
كومة صغيرة من الطين بجوار حوالي 20 خرطوشة قياس

رماية الحمامة الصلصالية هي رياضة رماية تتضمن إطلاق سلاح ناري على أهداف طيران خاصة تُعرف باسم الحمام الصلصالي ، أو الأهداف الطينية.

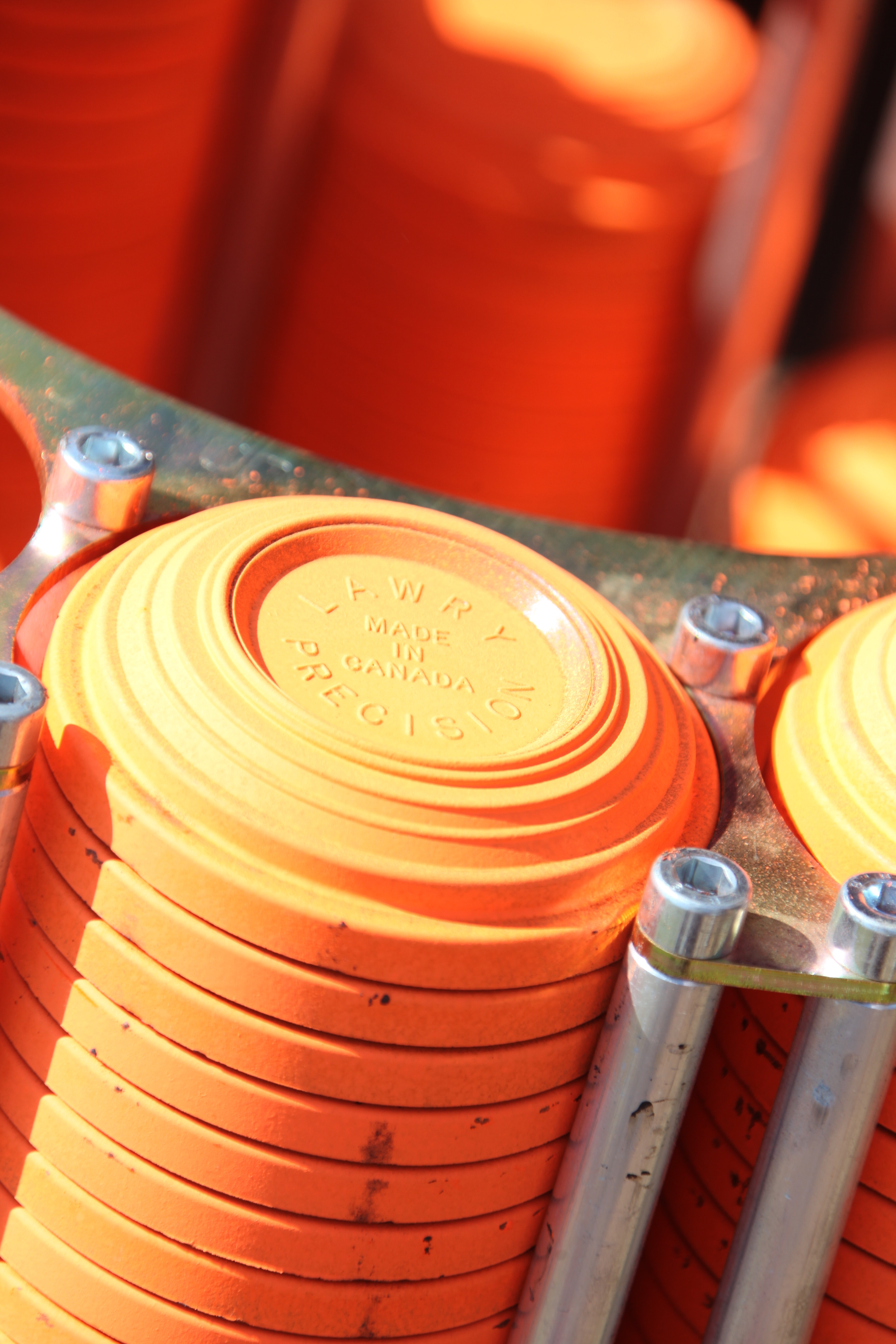
كديسة من الأطباق الصلصالية